# Acrocercops soritis
Acrocercops soritis là một loài bướm đêm thuộc họ Gracillariidae. Nó được tìm thấy ở Ecuador.